# Shakel Mohamed
 (janvier 2020).
Si vous disposez d'ouvrages ou d'articles de référence ou si vous connaissez des sites web de qualité traitant du thème abordé ici, merci de compléter l'article en donnant les références utiles à sa vérifiabilité et en les liant à la section « Notes et références ».
Shakeel Mohamed est un homme politique mauricien. Il occupe les fonctions de ministre de l'Emploi et du Travail.

## Biographie
Membre du parti travailliste mauricien depuis l'an 2000. Il est élu 3e député de la circonscription no 13, Rivière des Anguilles et Souillac, dans le sud de l'Ile Maurice, le 3 juillet 2005 sous la bannière du parti travailliste mauricien.
Membre du Parlement Mauricien à partir du 12 juillet 2005. Chief Whip, Assemblée Nationale du 19 septembre 2008 à 2010. Il est élu 2e député de la circonscription n° 3 de Port Louis Maritime et Port Louis Est le 6 mai 2010. Ministre du Travail, des Relations industrielles et de l'Emploi à partir de mai 2010 à décembre 2014, membre du Parlement du 18 mai 2010 au 6 octobre 2014.
Élu 1er député de la circonscription n° 3, Port Louis Maritime et Port Louis Esst, à compter de décembre 2014. Membre du Parlement à partir du 22 décembre 2014

## Famille
Il est le fils de Yusuf Mohamed et petit-fils de Abdool Razack Mohamed.